# Doumuhu (köpinghuvudort i Kina, Hunan Sheng, lat 28,95, long 111,63)
Doumuhu är en köpinghuvudort i Kina. Den ligger i provinsen Hunan, i den södra delen av landet, omkring 160 kilometer nordväst om provinshuvudstaden Changsha. Antalet invånare är 20 814. Befolkningen består av 10 306 kvinnor och 10 508 män. Barn under 15 år utgör 11,0 %, vuxna 15-64 år 76 %, och äldre över 65 år 12,0 %.
Runt Doumuhu är det tätbefolkat, med 511 invånare per kvadratkilometer. Närmaste större samhälle är Changde, 11,8 km norr om Doumuhu. Trakten runt Doumuhu består till största delen av jordbruksmark.
Genomsnittlig årsnederbörd är 1 808 millimeter. Den regnigaste månaden är maj, med i genomsnitt 302 mm nederbörd, och den torraste är december, med 45 mm nederbörd.